# Starý Hrádok
Starý Hrádok (in ungherese Kisóvár) è un comune della Slovacchia facente parte del distretto di Levice, nella regione di Nitra.